# Alfred-Édouard Billioray
Alfred Billioray né le 1er mai 1841 à Naples et mort le 27 février 1877 à Nouméa est un peintre français et une personnalité de la Commune de Paris.

## Biographie
Alfred Billioray est élève de Rosa Bonheur, mais n'a jamais été reconnu pour sa peinture, le Salon refusant l'envoi de ses toiles.
Pendant le siège de Paris par les Allemands (septembre 1870-mars 1871), il est membre de la Garde nationale et du Comité de vigilance du 14e arrondissement où il se montre bon organisateur. Sans être candidat, il est élu au conseil de la Commune par le 14e arrondissement. Il siège à la commission des services publics (29 mars) puis à celle des finances (21 avril). Il vote pour le comité de salut public où il remplace Charles Delescluze le 11 mai. Il est arrêté pendant la Semaine sanglante et condamné à la déportation. Mais très malade, il reste en prison dont il s'évade en mars 1875. Repris, il demande à être déporté en Nouvelle-Calédonie où il meurt peu après son arrivée.